# حديقة جامعة كامبريدج النباتية
حديقة جامعة كامبريدج النباتية (بالإنجليزية: Cambridge University Botanic Garden)‏ هي حديقة نباتية تبلغ مساحتها حوالي 16 هكتار،  تقع بين وسط مدينة كامبريدج ومحطة قطار كامبردج في المملكة المتحدة.
تأسست الحديقة في سنة 1831 على يد جون ستيفنز هنسلو (أستاذ تشارلز داروين) لصالح جامعة كامبريدج.
تضم حديقة جامعة كامبريدج النباتية مجموعة واسعة من النباتات مكونة من أكثر من 8000 نوع نباتي من جميع أنحاء العالم، من أجل تسهيل التدريس والبحث.
وفقا لإحصاءات سنة 2011 فقد زار الحديقة الخاصة أكثر من 200000 زائر في عام واحد.

## تاريخ

### حديقة والكيريان
بعد العديد من المحاولات الفاشلة خلال القرنين السادس عشر والسابع عشر، تم أخير إنشاء حديقة النباتات بين عامي 1760 و1763، على مساحة قدرت بحوالي 5 فدادين، في موقع المتاحف الجديدة والمباني الجامعية الأخرى حاليا.
قام الدكتور ريتشارد ووكر، نائب ماجستير في كلية الثالوث، بناء على نصيحة من السيد فيليب ميلر من حديقة تشلسي الفيزيائية، بشراء عقار بقيمة 1600 جنيه استرليني، وقدمه كهدية لجامعة كامبريدج من أجل إستخدامه كحديقة نباتية.
طيلة عدة سنوات كانت الحديقة تعرف باسم حديقة والكيريان النباتية. وفي الحديقة الحالية هناك جمعية
تسمى باسم والكيريان نسبة لمؤسس الحديقة.
قام الأستاذ "توماس مارتن "حديقة " بتصميم هذه الحديقة الصغيرة (حديقة والكيريان) كحديقة نهضة نموذجية، مستوحاة من حديقة تشيلسي الفيزيائية الواقعة في مدينة لندن. إذ زرعت فيها مجموعة من النباتات العشبية، بهدف استخدامها لتدريس طلاب الطب بالجامعة، وأيضا بنيت بها قاعة محاضرات لأساتذة علم النبات في كامبريدج. لكن هذا التحسن لم يدوم طويلا، عندما ترك مارتن الحديقة ومعها كامبريدج في 1798، ولم يقم بزايرتها إلى في بعض الأحيان حتى توفي في 1825.
بحلول عام 1790 عين جيمس دون محافظا للحديقة، جيمس هذا الذي نشر في وقت لاحق من سنة 1796 طبعته الأولى من هورتوس كانتابريجينزيس (Hortus Cantabrigiensis)، التي هي قائمة لنباتات الحديقة.

### حديقة النباتات

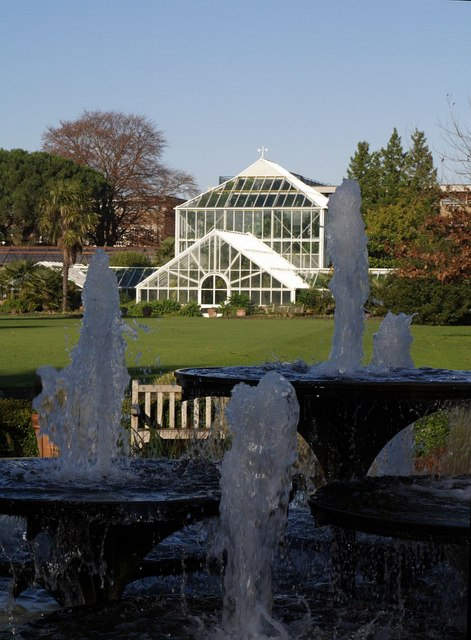
صورة لنافورة بالحديقة مع بيوت دفيئة في الخلفية.

في عام 1831، اشترت جامعة كامبريدج عقار للموقع الحالي للحديقة مكون من حوالي 40 فدان جنوب المدينة على طريق  ترومبينغتون، حيث تم غرس أول شجرة في الحديقة في سنة 1846. فكان الهدف هو تطوير كل من المساحة التي تعادل 40 فدانا كحديقة نباتية، لكن ونتيجة لنقص التمويل، تم على أرض الواقع زرع ما يعادل 20 فدانا فقط، أما البقية فقد تركت على جانب كحدائق عائلية (تتم زراعتها بنباتات غدائية من طرف أفرد أو أسر).
التخطيط للحديقة الجديدة كان على يد البروفيسور هينسلو، بمساعدة الشاب كاردال بابينجتون.
كانت أرضية الحديقة مسطحة وبتربة غير خصبة، لكن بفضل التخطيط العبقري والمهارة الكبيرة، تم استخدام حفرة حصى قديمة لبناء بحيرة وقمة تل عالية. ومن بعد تم غرس عدد من الأشجار والشجيرات وفقا لتسلسلها النباتي، كما تم أيضا بناء سلسلة من البيوت البلاستيكية خلال ستينيات القرن التاسع عشر، كما وبنيت أيضا حديقة صخرية، تعد واحدة من بين الأوائل من نوعها في البلاد.
خلال السنوات الأولى من القرن العشرين، كانت الحديقة مسرحا لتنفيد  الكثير من الأعمال الرائدة لثلة من علماء الوراثة، أمثال وليام باتسون وتشارلز هورست وريبيكا ساوندرز. كما استخدمت أيضا في وقت لاحق للبحث في علم وظائف الأعضاء النباتية من قبل فريدريك بلكمان وجورج إدوارد بريغز، وعلم الأمراض النباتية من قبل فريدريك توم بروكس وآخرين.

## مرافق الحديقة[7]
- الحديقة الجافة.
- حديقة لون الخريف.
- سرير من النباتات البريطانية الاصليه.
- بحيرة.
- حديقة علم الوراثة.
- بيوت دفيئة تحتوي على حوالي 3000 نوع نباتي محمي من المناخ البريطاني، تمت زراعتها لإظهار التنوع النباتي على مستوى العالم.
- حديقة المياه.
- حديقة الأراضي الخشبية.
- الحديقة الشتوية (من ديسمبر إلى غاية أبريل)

## معرض الصور
- المدخل العام
- شجرة التفاح التي يقال أنها تنحذر من الشجرة التي ألهمت إسحاق نيوتن لصياغة نظريته عن الجاذبية

## روابط خارجية
- الموقع الإلكتروني الرسمي للحديقة
- نظرة عامة للحديقة بالأقمار الإصطناعية - خرائط غوغل